# Onagrodes victoria
Onagrodes victoria är en fjärilsart som beskrevs av Louis Beethoven Prout 1958. Onagrodes victoria ingår i släktet Onagrodes och familjen mätare. Inga underarter finns listade i Catalogue of Life.